# František Tomášek
František Tomášek, češki duhovnik, škof in kardinal, * 30. junij 1899, Studénka, † 4. avgust 1992.

## Življenjepis
5. julija 1922 je prejel duhovniško posvečenje.
12. oktobra 1949 je postal pomožni škof Olomouca in naslovni škof Butusa; 13. oktobra istega leta je prejel škofovsko posvečenje.
18. februarja 1965 je postal apostolski administrator Prage, ker je moral praški nadškof Josef Beran, ki je takrat odšel v Rim, da bi prejel kardinalske insignije, ostati tam. 
24. maja 1976 je bil imenovan za kardinala in pectore.
27. junija 1977 je bil povzdignjen v kardinala in imenovan za kardinal-duhovnika Ss. Vitale, Valeria, Gervasio e Protasio.
30. decembra 1977 je bil imenovan za nadškofa Prage in 11. januarja 1978 je bil ustoličen.
Po počitičnih spremembah je leta 1990 postal prvi predsednik češkoslovaške škofovske konference.
27. marca 1991 se je upokojil (pri svojih 92 letih) in umrl naslednjega leta.